# Prințul Henric al Prusiei (1747–1767)
:Pentru fratele regelui Frederic al II-lea, vezi Prințul Henric al Prusiei (1726–1802).
Pentru fratele împăratului Wilhelm al II-lea, vezi Prințul Henric al Prusiei (1862–1929).
Frederic Henric Carol, Prinț al Prusiei (30 decembrie 1747 – 26 mai 1767) a fost al doilea fiu al Prințul Augustus Wilhelm. Tatăl său a fost fratele mai mic al regelui Frederic cel Mare al Prusiei și moștenitor aparent la tronul Prusiei. Mama lui a fost Ducesa Luise de Brunswick-Wolfenbüttel.
La vârsta de 17 ani Prințul Henric a primit ca tutore vechiul erou, colonelul Hans von Blumenthal, care comandase Corpul de Gardă și fusese rănit la Lobositz. Ca urmare, el și fratele său, Prințul Moștenitor și viitorul rege Frederic Wilhelm al II-lea, au petrecut mult timp pe moșia colonelului, la Paretz. Prințul Moștenitor își ura tutorii săi însă era fericit la Paretz, atât de mult încât mai târziu a cumpărat-o.
Prințul Henric a fost un tânăr căpitan promițător și unchiul său, regele, avea mari speranțe legate de el. Din păcate, în mai 1767 el a comandat un cuirassier la Berlin pentru o paradă și a oprit la moșia von Kleist din Protzen. Aici s-a îmbolnăvit de variolă și a murit în ziua de 26, la vârsta de 19 ani.